# Bolina
Bolina je vesnice v okrese Benešov, součást města Vlašim. Nachází se cca 4 km jihovýchodně od Vlašimi. Je zde evidováno 161 adres. Žije zde 408 obyvatel.

## Historie
První písemná zmínka o vesnici pochází ze 13. století.
V obci se nacházejí terénní náznaky původní tvrze, ze které se dochovalo rozměrné, kruhové tvrziště o poloměru cca 20 m. O samotné tvrzi se však samotné písemné prameny výslovně nezmiňují. Předpoklad data jejího vzniku je první polovina 14. století.
V 15. století byla obec v majetku rytířů z Libošovic. V roce 1499 koupilo vesnici město Vlašim.

## Základní sídelní jednotky
Mezi základní sídelní jednotky patří:
- Bolina
- Bolinka

## Památky

### Tvrz (v Bolině)
Z tvrze se dochovalo kruhové tvrziště o poloměru 20 metrů, v jehož středu stojí kaplička z 19. století. Ploché jádro tvrze obklopuje okružní příkop hluboký 1,5 metru a za ním je val vysoký až dva metry. Severozápadní část lokality je porušena odlomem svahu. Tvrz vznikla patrně v 1. polovině 14. století a patrně již pustou ji odkoupilo město Vlašim.

### Loretánská kaple
Kostel Narození Panny Marie – Loreta, byl postaven jižně od Bolinky, na Spáleném vrchu nad Vlašimí. Santa Casu založil roku 1704 František Antonín hrabě z Weissenwolfu a jejím správcem byl administrátor, který bydlel na zámku a později v domě vedle Lorety. Ke kapli obdélného půdorysu byla přistavěna zvonice s bání, na jejímž vrcholu byla umístěna korouhvička s obrazem Panny Marie. Další úpravou v okolí kaple byla stavba terasovité podnože.
Loreta je chráněna jako nemovitá kulturní památka České republiky.

## Galerie

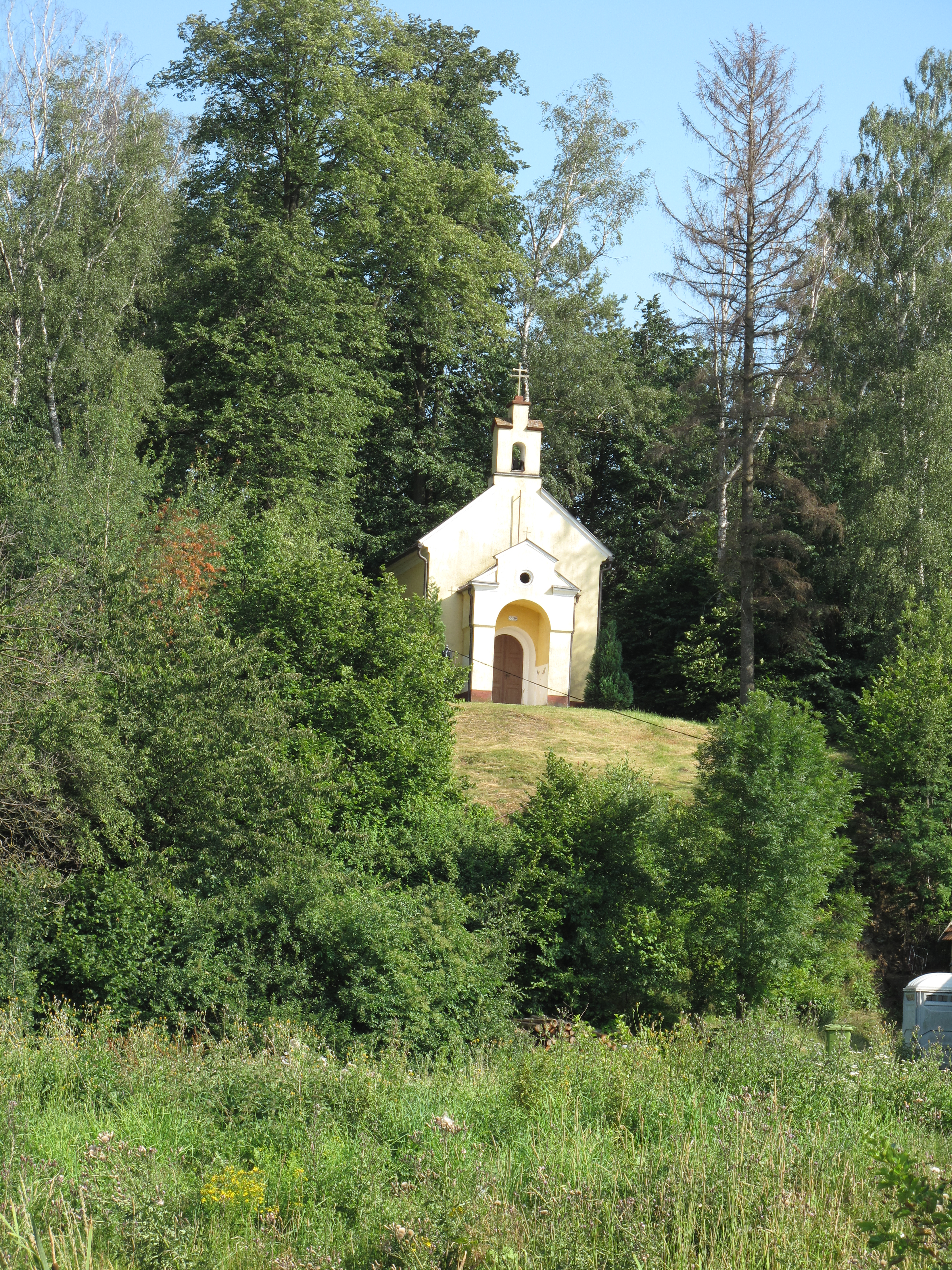
Nově opravená loretánská kaple
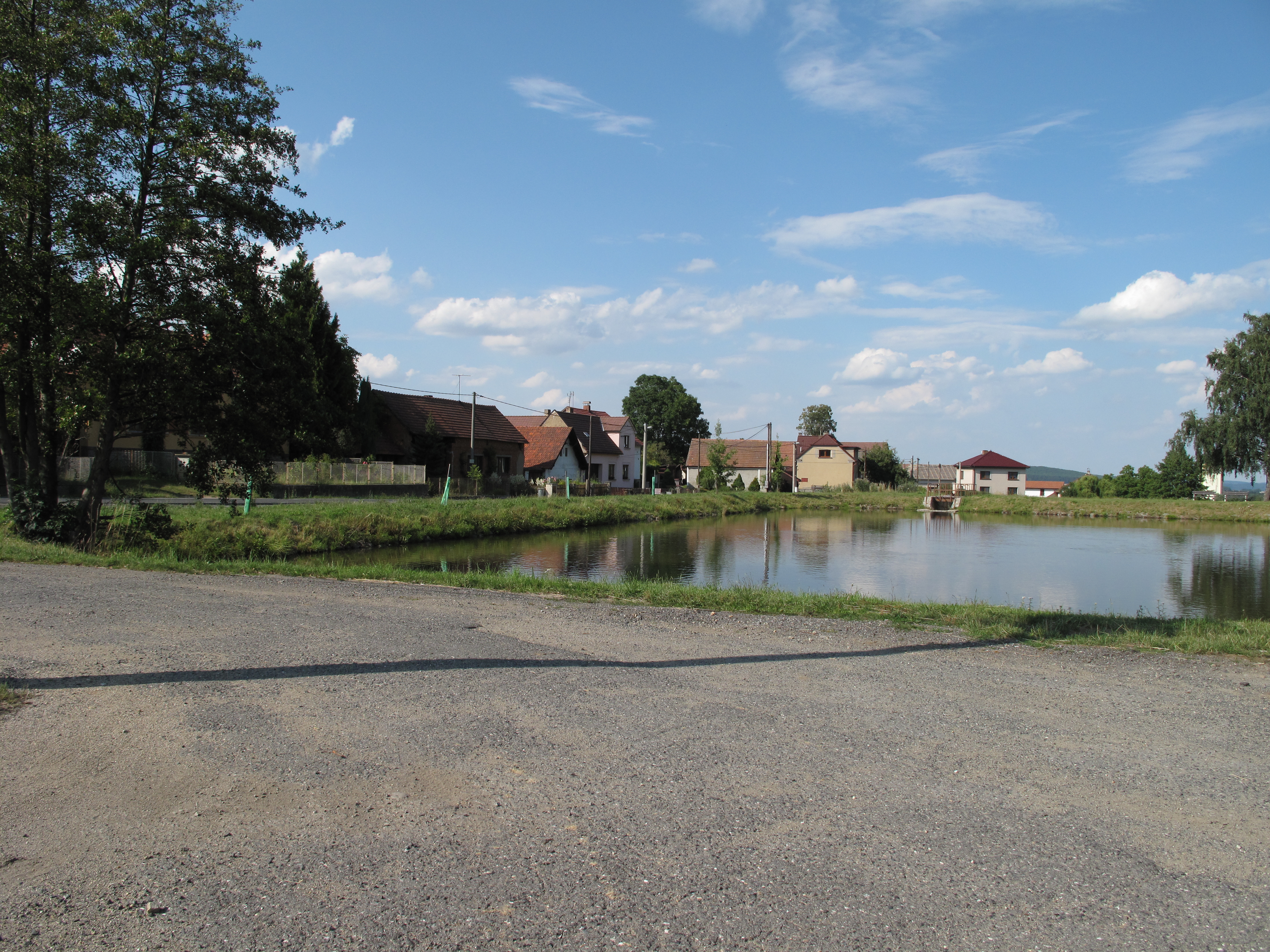
Vodní nádrž